# Cecilia del Risco
María Cecilia del Risco (Perú, 23 d'agost de 1960) és una exjugadora de voleibol peruana ja retirada, nacionalitzada espanyola el 1984, considerada com una de les millors jugadores del món.
Va competir al Bancoper de Lima de Divisió Superior Nacional de Voleibol, amb el qual es va proclamar subcampiona de Sud-america de clubs (1980) i de la Lliga peruana (1982-83). La temporada 1984-85 va fitxar pel RCD Espanyol-Cornellà, convertint-se en la primera jugadora professional del club, amb el que va guanyar tres Lligues espanyoles, quatre Copes de la Reina i cinc Lligues catalanes. Internacionalment va debutar als quinze anys amb la Selecció femenina de voleibol del Perú, de la qual va arribar ser la capitana, i hi va competir en tres Jocs Olímpics, Montreal 1976. Moscou 1980 i Los Angeles 1984. Entre d'altres èxits destacats, va aconseguir la medalla de plata al Campionat del Món de voleibol femení de 1982, així com la medalla de plata als Jocs Panamericans de 1979, i, la de bronze, el 1983. Va retirar-se al final de la temporada 1992-93, coincidint amb la dissolució de l'equip per problemes econòmics.

## Palmarès
Selecció peruana
- 1 medalla d'argent als Campionat del Món de voleibol femení (1982)
- 1 medalla d'argent als Jocs Panamericans (1979)
- 1 medalla de bronze als Jocs Panamericans (1983)
- 1 medalla d'or als Campionats Sud-americans de voleibol femení (1979)

Clubs
- 3 Lligues espanyoles de voleibol femenina: 1984-85, 1987-88, 1990-91
- 4 Copes espanyoles de voleibol femenina: 1984-85, 1985-86, 1989-90, 1991-92
- 1 Supercopa espanyola de voleibol femenina: 1990-91
- 5 Lligues catalanes de voleibol femenina: 1985-86, 1986-87, 1987-88, 1988-89, 1990-91